# Alfred Delp

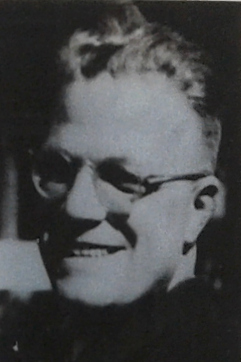
Alfred Delp

Alfred Delp (Mannheim, 15 settembre 1907 – Berlino, 2 febbraio 1945) è stato un gesuita tedesco che prese parte alla resistenza contro il regime nazista in Germania.

## Biografia
Alfred Delp nacque da madre cattolica e padre protestante, che si sposarono poco dopo la sua nascita. Crebbe come protestante ma successivamente divenne gesuita.
Fu arrestato a Monaco di Baviera il 28 luglio 1944 e condannato a morte per alto tradimento nel processo-farsa contro gli organizzatori del complotto del 20 luglio. Fu impiccato a Berlino, nella prigione Plötzensee, dopo aver rifiutato di abbandonare l'ordine dei Gesuiti in cambio della vita.